# Liste de personnalités figurant sur les timbres irlandais

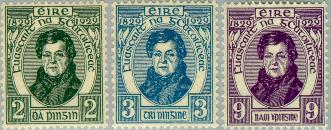
Première série de commémoratifs irlandais (1929), figurant Daniel O'Connell.

Cette liste de personnalités figurant sur les timbres irlandais recense les personnalités apparues sur les timbres postaux de la république d'Irlande, classées par année d'apparition.

## 1929-1949

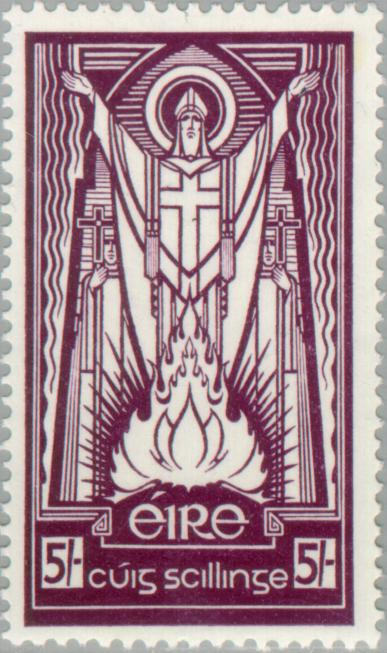
Saint Patrick, 1937

| 1929 Daniel O'Connell  | 1943 Sir William Rowan Hamilton |
| 1937 Patrick d'Irlande | 1944 Edmund Ignatius Rice       |
| 1939 George Washington | 1948 Wolfe Tone                 |
| 1943 Douglas Hyde      | 1949 James Clarence Mangan      |

## Années 1950
| 1952 Thomas Moore               | 1957 Admiral William Brown |
| 1953 Robert Emmet               | 1957 Père Luke Wadding     |
| 1954 Cardinal John Henry Newman | 1958 Mère Mary Aikenhead   |
| 1956 Commandant John Barry      | 1958 Thomas J. Clarke      |
| 1957 John Redmond               | 1959 Arthur Guinness       |
| 1957 Thomas O'Crohan            |                            |

## Années 1960
| 1965 William Butler Yeats | 1966 Éamonn Ceannt        |
| 1966 Thomas Clarke        | 1966 Joseph Mary Plunkett |
| 1966 Seán Mac Diarmada    | 1966 Roger Casement       |
| 1966 Pádraig Pearse       | 1967 Jonathan Swift       |
| 1966 James Connolly       | 1968 Countess Markievicz  |
| 1966 Thomas MacDonagh     | 1969 Mahatma Gandhi       |

## Années 1970
| 1970 Kevin Barry           | 1977 Jack Butler Yeats |
| 1970 Terence MacSwiney     | 1977 Jean Scot Erigène |
| 1970 Thomas MacCurtain     | 1977 Louis le Brocquy  |
| 1971 John Millington Synge | 1978 Catherine McAuley |
| 1974 Edmund Burke          | 1978 William Orpen     |
| 1974 Oliver Goldsmith      | 1979 Pádraig Pearse    |
| 1976 Alexander Graham Bell | 1979 Pope John Paul II |
| 1976 Benjamin Franklin     | 1979 Rowland Hill      |
| 1976 James Larkin          |                        |

## Années 1980
| 1980 George Bernard Shaw             | 1984 Brendan de Clonfert         |
| 1980 Oscar Wilde                     | 1985 Charles Stanford            |
| 1980 Seán O'Casey                    | 1985 Turlough Carolan            |
| 1980 Saint Jean-Baptiste de La Salle | 1985 George Frideric Handel      |
| 1981 Charles Parsons                 | 1985 Giuseppe Domenico Scarlatti |
| 1981 Harry Ferguson                  | 1985 Johann Sebastian Bach       |
| 1981 James Hoban                     | 1985 Thomas Ashe                 |
| 1981 Jeremiah O'Donovan Rossa        | 1985 George Berkeley             |
| 1981 John Holland                    | 1986 Arthur Griffith             |
| 1981 Robert Boyle                    | 1986 William Mulready            |
| 1982 François d'Assise               | 1987 Canon Hayes                 |
| 1982 Francis Makemie                 | 1987 Mother Mary Martin          |
| 1982 Pádraic Ó Conaire               | 1987 Cathal Brugha               |
| 1982 John Field                      | 1988 Sidney Nolan                |
| 1982 James Joyce                     | 1988 Robert O'Hara Burke         |
| 1982 Charles Kickham                 | 1988 Barry Fitzgerald            |
| 1982 Éamon de Valera                 | 1988 William T. Cosgrave         |
| 1983 Pádraig Ó Siochfhradha          | 1988 John F. Kennedy             |
| 1983 Seán Mac Diarmada               | 1989 Seán T. O'Kelly             |
| 1983 Vincent de Paul                 | 1989 Jawaharlal Nehru            |
| 1983 Andrew Jackson                  | 1989 Margaret Burke Sheridan     |
| 1984 John McCormack                  |                                  |

## Années 1990
| 1990 Michael Collins           | 1994 William Butler Yeats        |
| 1991 General Godart van Ginkel | 1995 Guglielmo Marconi           |
| 1991 Patrick Sarsfield         | 1995 Bartholomew Mosse           |
| 1991 John A. Costello          | 1996 Louie Bennett               |
| 1991 Charles Stewart Parnell   | 1996 Lady Augusta Gregory        |
| 1993 Edward Bunting            | 1996 Stanley Woods               |
| 1994 Edmund Ignatius Rice      | 1996 Artie Bell                  |
| 1994 Edmund Burke              | 1996 Alec Bennett                |
| 1994 Eamonn Andrews            | 1996 Robert Dunlop & Joey Dunlop |
| 1994 George Bernard Shaw       | 1996 Michael Davitt              |
| 1994 Samuel Beckett            | 1996 Thomas A. McLoughlin        |
| 1994 Seán MacBride             |                                  |

- 1996 Centenaire du cinéma irlandais
Brenda Fricker, Mrs Brown dans My Left Foot
Daniel Day-Lewis, Christy Brown dans My Left Foot
Robert Arkins, Jimmy Rabbitte dans Les Commitments
Angeline Ball, Imelda Quirke dans Les Commitments
Maria Doyle Kennedy, Natalie Murphy dans Les Commitments
Bronagh Gallagher, Bernie McGloughlin dans Les Commitments
Richard Harris, 'Bull' McCabe dans The Field
Sean Bean, Tadgh McCabe dans The Field
John Hurt, The 'Bird' O'Donnell dans The Field
Colman 'Tiger' King, un homme d'Aran dans L'Homme d'Aran
Maggie Dirrane, sa femme dans L'Homme d'Aran
Michael Dirrane, leur fils das L'Homme d'Aran
- 1997 75e anniversaire de l'État libre d'Irlande
Linda Martin, chanteuse
Sonia O'Sullivan, athlète
Alan Gough, footballeur
Damien Hogan, Garda
Marie Egan Garda
Brendan Walsh Garda

| 1997 Kate O'Brien                                | 1999 Seán Flanagan Millennium GAA Team    |
| 1997 St. Columcille                              | 1999 Sean Murphy Millennium GAA Team      |
| 1997 Daniel O'Connell                            | 1999 J.J. O'Reilly Millennium GAA Team    |
| 1997 John Wesley                                 | 1999 Martin O'Connell Millennium GAA Team |
| 1998 Lady Mary Heath née Sophie Catherine Pierce | 1999 Mick O'Connell Millennium GAA Team   |
| 1998 Col. James Fitzmaurice                      | 1999 Tommy Murphy Millennium GAA Team     |
| 1998 J.P. "Paddy" Saul                           | 1999 Seán O'Neill Millennium GAA Team     |
| 1998 Capt. Charles Blair                         | 1999 Seán Purcell Millennium GAA Team     |
| 1998 Theobald Wolfe Tone                         | 1999 Pat Spillane Millennium GAA Team     |
| 1998 Henry Joy McCracken                         | 1999 Mikey Sheehy Millennium GAA Team     |
| 1999 Micheál MacLiammóir                         | 1999 Tom Langan Millennium GAA Team       |
| 1999 Siobhán McKenna                             | 1999 Kevin Heffernan Millennium GAA Team  |
| 1999 Noel Purcell                                | 1999 Grace Kelly of Monaco                |
| 1999 Seán Lemass                                 | 1999 Jesse Owens                          |
| 1999 François Xavier                             | 1999 John Fitzgerald Kennedy              |
| 1999 Dan O'Keefe Millennium GAA Team             | 1999 Mère Teresa                          |
| 1999 Enda Colleran Millennium GAA Team           | 1999 John McCormack                       |
| 1999 Joe Keohane Millennium GAA Team             | 1999 Nelson Mandela                       |

## 2000-2004
| 2000 William T. Cosgrave (Indépendance irlandaise) | 2001 Padraic Cummins           |
| 2000 Éamon de Valera (Indépendance irlandaise)     | 2001 Jack O'Shea               |
| 2000 John A. Costello (Indépendance irlandaise)    | 2002 Packie Bonner             |
| 2000 Seán Lemass (Indépendance irlandaise)         | 2002 Roy Keane                 |
| 2000 Nicholas Callan (Révolution)                  | 2002 Paul McGrath              |
| 2000 Thomas Alva Edison                            | 2002 David O'Leary             |
| 2000 Albert Einstein                               | 2002 Padre Pio                 |
| 2000 Marie Curie                                   | 2002 Peter Mc Dermot           |
| 2000 Galileo Galilei                               | 2002 Jimmy Smyth               |
| 2000 Oscar Wilde                                   | 2002 Matt Connor               |
| 2000 Ludwig van Beethoven                          | 2002 Seanie Duggan             |
| 2000 Ninette de Valois                             | 2002 U2: Bono                  |
| 2000 James Joyce                                   | 2002 U2: The Edge              |
| 2000 Lady Lavery                                   | 2002 U2: Adam Clayton          |
| 2000 William Shakespeare                           | 2002 U2: Larry Mullen Jr.      |
| 2000 Lory Meagher                                  | 2002 Phil Lynott               |
| 2000 Eddie Keher                                   | 2002 Van Morrison              |
| 2000 Paddy Phelan                                  | 2002 Rory Gallagher            |
| 2000 Jim Langton                                   | 2003 Saint Patrick             |
| 2000 Christy Ring                                  | 2003 Shauna Bradley            |
| 2000 Jack Lynch                                    | 2003 Michael Breen             |
| 2000 Ray Cummins                                   | 2003 Ezra Canty                |
| 2000 John Doyle                                    | 2003 Michael Mullins[Lequel ?] |
| 2000 Tony Reddin                                   | 2003 Robert Emmet              |
| 2000 Jimmy Doyle                                   | 2003 Thomas Russell            |
| 2000 Bobby Rackard                                 | 2003 Anne Devlin               |
| 2000 Nick O'Donnell                                | 2003 James Barry               |
| 2000 Mick Mackey                                   | 2003 Frank O'Connor            |
| 2000 Brian Whelehan                                | 2003 Ernest Walton             |
| 2000 John Keane                                    | 2003 Amiral William Brown      |
| 2001 Charles Lindbergh                             | 2003 Commandant John Barry     |
| 2001 James Cook                                    | 2003 Capitaine Robert Halpin   |
| 2001 Robert O'Hara Burke                           | 2003 Capitaine Richard Roberts |
| 2001 Marco Polo                                    | 2003 Jean-Paul II              |
| 2001 Ernest Shackleton                             | 2004 Patrick d'Irlande         |
| 2001 Gay Byrne                                     | 2004 Ernest Shackleton         |
| 2001 Éamon de Valera                               | 2004 William Butler Yeats      |
| 2001 Micheál Ó Hehir                               | 2004 George Bernard Shaw       |
| 2001 Peter Lalor                                   | 2004 Samuel Beckett            |
| 2001 Ned Kelly                                     | 2004 Seamus Heaney             |
| 2001 Nicky Rackard                                 | 2004 Patrick Kavanagh          |
| 2001 Frank Cummins                                 | 2004 George Fox                |

## 2005 -
2005
- William Rowan Hamilton
- Albert Einstein
- Erskine H. Childers
- Pádraig Harrington — Ryder Cup 2006
- Darren Clarke — Ryder Cup
- Paul McGinley — Ryder Cup
- Eamonn Darcy — Ryder Cup
- Philip Walton — Ryder Cup
- Christy O'Connor Jnr — Ryder Cup
- Ronan Rafferty — Ryder Cup
- Harry Bradshaw — Ryder Cup
- Christy O'Connor Snr — Ryder Cup
- Arthur Griffith

2006
- Pat "the Cope" Gallagher
- Harry Clarke
- Máirtín Ó Cadhain
- Johann Caspar Zeuss
- Ronnie Delany
- Michael Cusack
- Michael Davitt
- Gerhard Markson (chef d'orchestre principal) et National Symphony Orchestra
- The Chieftains
- The Clancy Brothers & Tommy Makem
- Altan
- The Dubliners

2007
- Luke Wadding
- Hugh O’Neill
- Rory O’Donnell
- Saint Charles of Mount Argus, 5 juin 2007[1].